# Abbaye de Lonlay
Pour les articles homonymes, voir Lonlay.
L'abbaye Sainte-Marie de Lonlay est une abbaye bénédictine du XIe siècle située à Lonlay-l'Abbaye, dans le département français de l'Orne. Elle est classée au titre des monuments historiques depuis 1931.

## Historique

### Fondation
L'abbaye de Lonlay est fondée vers 1020 par Guillaume Ier de Bellême dans la vallée de l'Égrenne, sur une presqu'île protégée par des coteaux. Il fait appel aux moines de l'abbaye de Fleury à Saint-Benoît-sur-Loire menés par leur abbé Gauzlin, fils naturel présumé d'Hugues Capet et obtient le moine Guillaume, sous la direction duquel l'abbaye est bâtie.
Dans la charte de fondation, Guillaume et sa femme donnent le monastère, la dîme de tous les revenus du château, des moulins et de la châtellenie de Domfront, les forêts d'Andaines et de Dieufit, les églises et dîmes de Domfront, La Haute-Chapelle, Condé-sur-Noireau, Saint-Pierre-du-Regard, Beaumesnil (aujourd'hui sur Saint-Gervais-du-Perron, dans le canton de Sées). Les vassaux de Guillaume apportent l'église Notre-Dame d'Alençon et celle d'Essay. Dès sa fondation, l'abbaye Notre-Dame de Lonlay est richement dotée et complète l'organisation de la région en lui apportant un foyer de civilisation, de travail et de vie religieuse.
Cette charte est confirmée à Tinchebray entre 1150 et 1190 par Henri II, roi d'Angleterre et duc de Normandie, par le pape Grégoire X en 1271 et par Henri IV, roi d'Angleterre à Rouen en 1423 pendant la guerre de Cent Ans.

Vues de l'abbaye de Lonlay
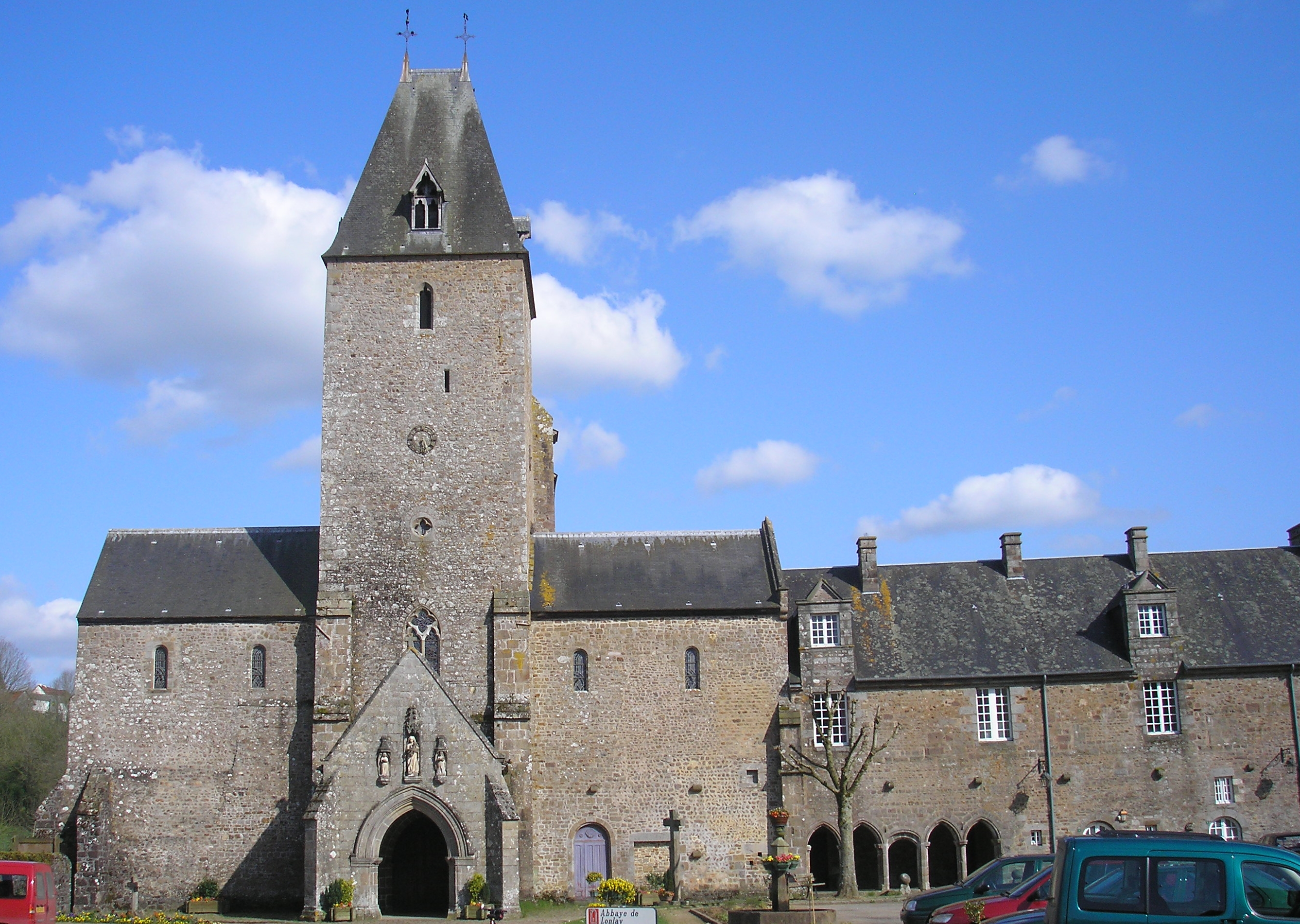
La façade ouest et le dortoir.
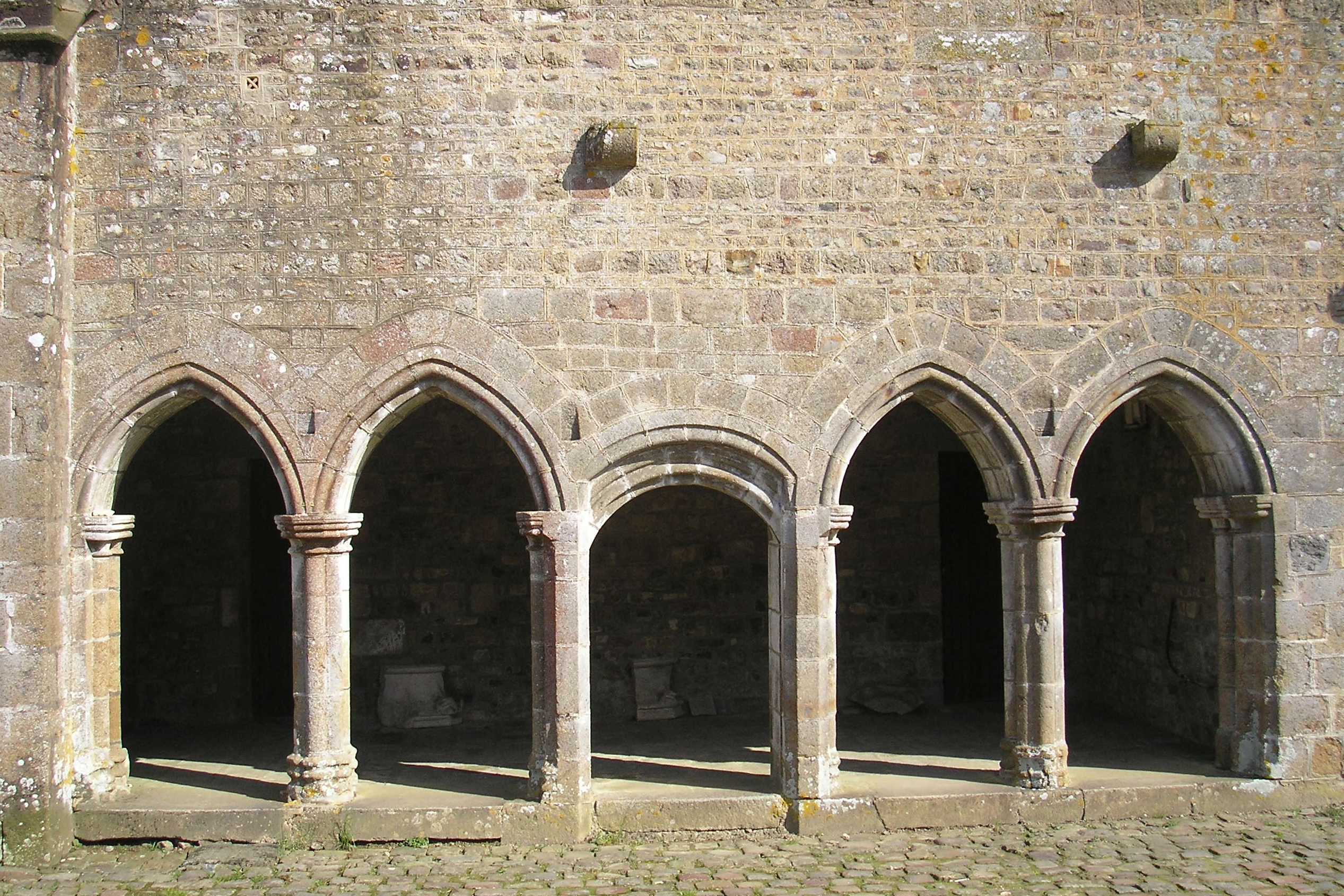
Les arcades du cloître.

### Le développement
Lonlay devient rapidement une baronnie, recueille les dîmes de Cerisy-Belle-Étoile, Berjou, Saint-Bomer, Fougerolles, Chérencé-le-Roussel, Vassy, Geneslay, Aunay (près du Mesle-sur-Sarthe), Saint-Mars-d'Égrenne, Mantilly, Saint-Georges-de-Rouelley, Juvigny, Forges (près d'Alençon), la Fontaine-Ozanne à Champsecret et les dîmes de plus de vingt autres paroisses. Elle possède la baronnie de Beaumesnil, les fiefs de Ventes, Chesné, Provigny, Méhérend.

#### Les prieurés
L'influence de l'abbaye s'étend sur huit prieurés où elle envoie ses religieux et recueille les revenus. Trois prieurés sont dans le diocèse du Mans. Dans l'Orne, à Domfront en Poiraie : Saint-Symphorien dans l'enceinte du château dont il reste quelques murs de la chapelle fortifiée romane en croix latine construite vers 1090-1100. Fondé par Guillaume Ier de Bellême, le prieur a le droit de nommer tous les maîtres de la vicomté de Domfront. Elle possède aussi dans la basse ville le prieuré de Notre-Dame-sur-l'Eau. Dans la Sarthe, le prieuré de Saint-Gilles de la Place à Saint-Paterne conserve une chapelle du XIIe siècle remaniée au XXe siècle et des peintures murales.
Dans le diocèse de Séez, l'abbaye possède le prieuré de Notre-Dame à Alençon — dont il ne reste rien — et le prieuré de Goult à La Lande-de-Goult — dont il reste la chapelle avec le portail et six chapiteaux romans du XIIe siècle —, le prieuré Saint-Laurent de Beaumesnil sur la commune de Saint-Gervais-du-Perron et le prieuré Notre-Dame de Moutiers aux Moutiers-en-Cinglais XIe siècle.
En Angleterre, le prieuré de Folkestone est fondé en 1093 par Néel de Muneville avec les deux églises de Sainte-Marie et Sainte-Eanswithe de Folkestone, et toutes les églises de son domaine. Le prieuré de Saint-André-de-Stoke, c'est-à-dire de Stogursey (Stoke Courcy) dans le comté de Somerset, est fondé en 1100-1107 environ par Guillaume de Falaise, seigneur de Stogursey. Guillaume de Curcy (qui épousa Emma de Falaise) donne l'église Saint-André-de-Stock avec ses dépendances, comme cellule, à Lonlay,.
Son descendant John de Courcy (lord d'Ulster), patron de Stogursey et vainqueur de quelques endroits d'Irlande, a fondé là le prieuré de Saint-André-de-Ardes (nommé Blackabbey) dans la péninsule d'Ards (Comté de Down, Irlande) en 1183 environ, comme si c'était cellule de Stogursey,. Stogursey cependant étant prieuré alien, déjà affilié à Lonlay, Blackabbey est devenu aussi cellule de Lonlay. En 1360, l'abbé de Lonlay cède Blackabbey à Richard FitzRalph, l'archevêque d'Armagh et primat d'Irlande,. Il n'existe encore point de trace des murailles du monastère de Blackabbey. Le prieuré de Stogursey est supprimé en 1424 par le roi Henri VI, qui le donne avec ses accessoires à la fondation de son collège d'Eton en 1441, excepté l'église, laquelle devient l'église parochiale de la ville de Stogursey.

Les prieurés de l'abbaye
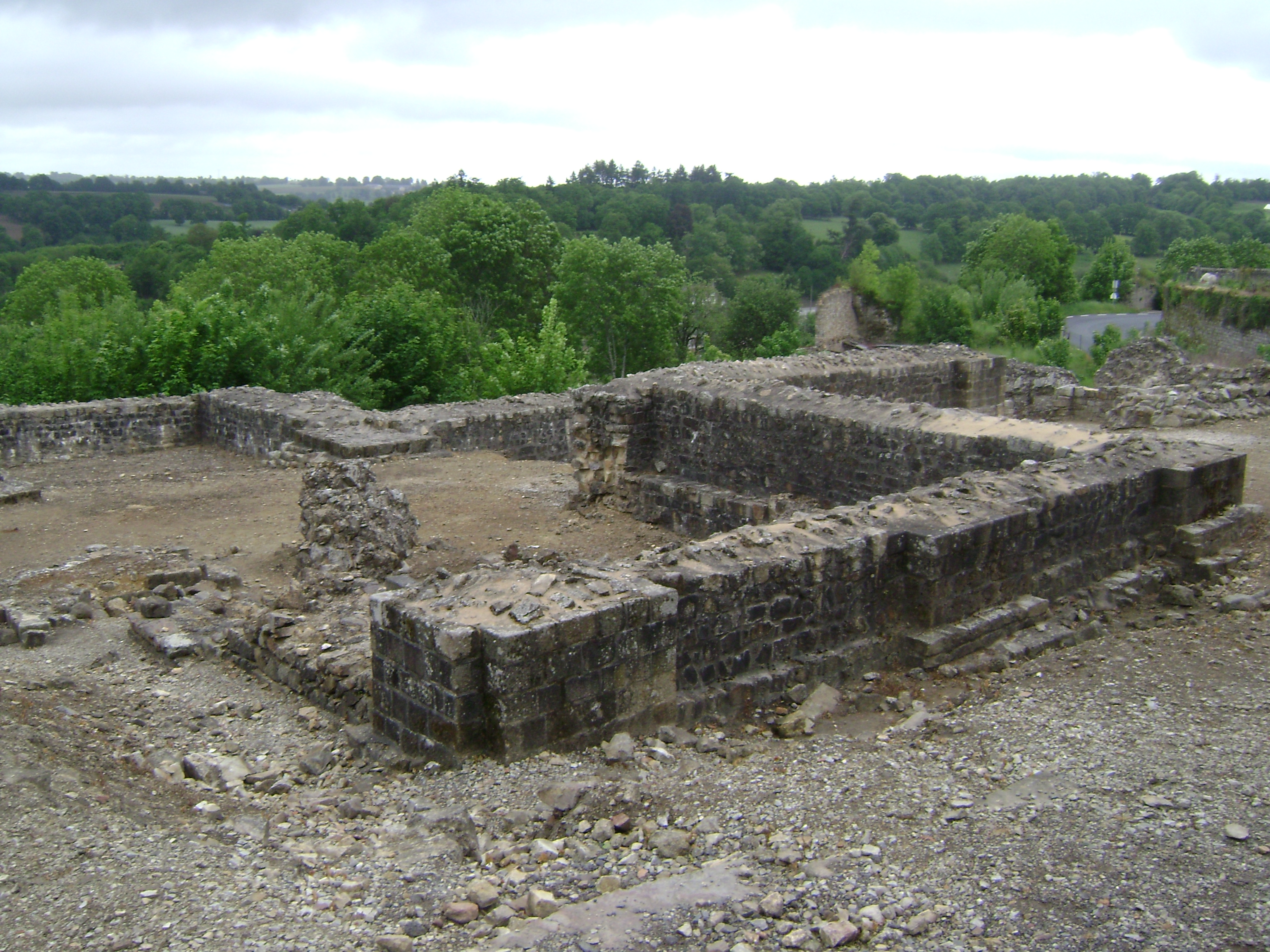
La chapelle Saint-Syphorien du château de Domfront.
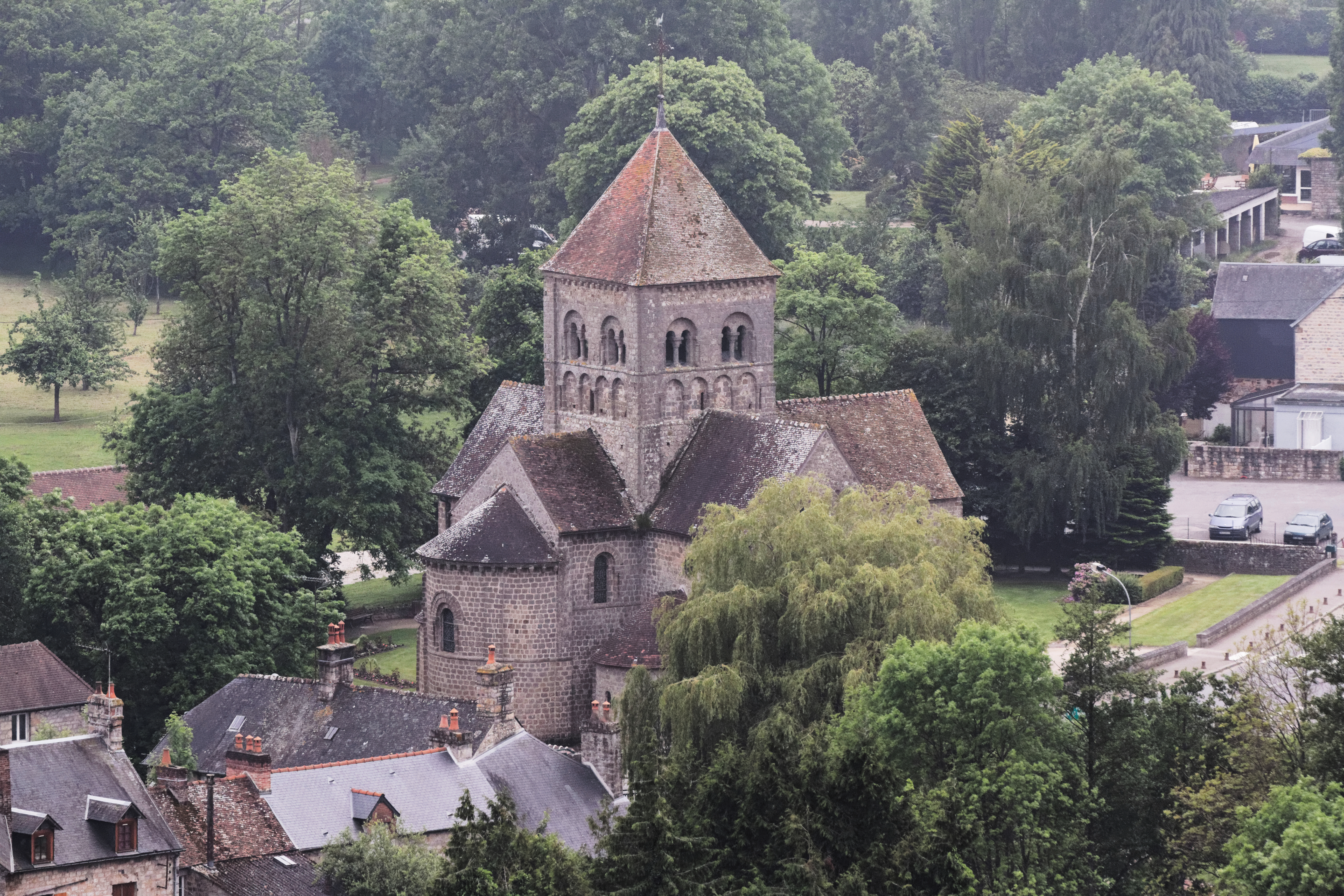
L'église Notre-Dame-sur-l'Eau dans la ville basse de Domfront.
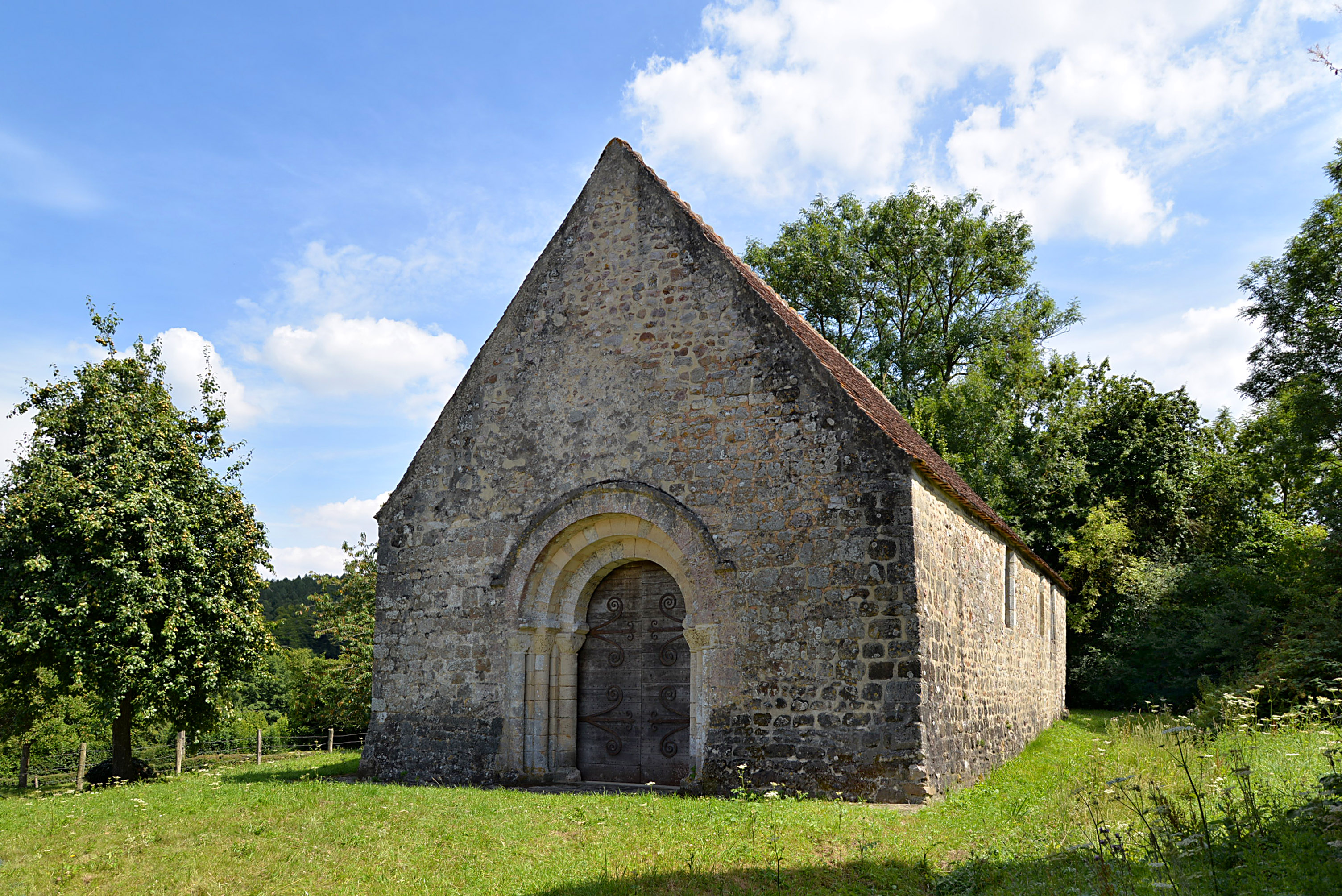
La chapelle Saint-Pierre du prieuré de Goult à La Lande-de-Goult.
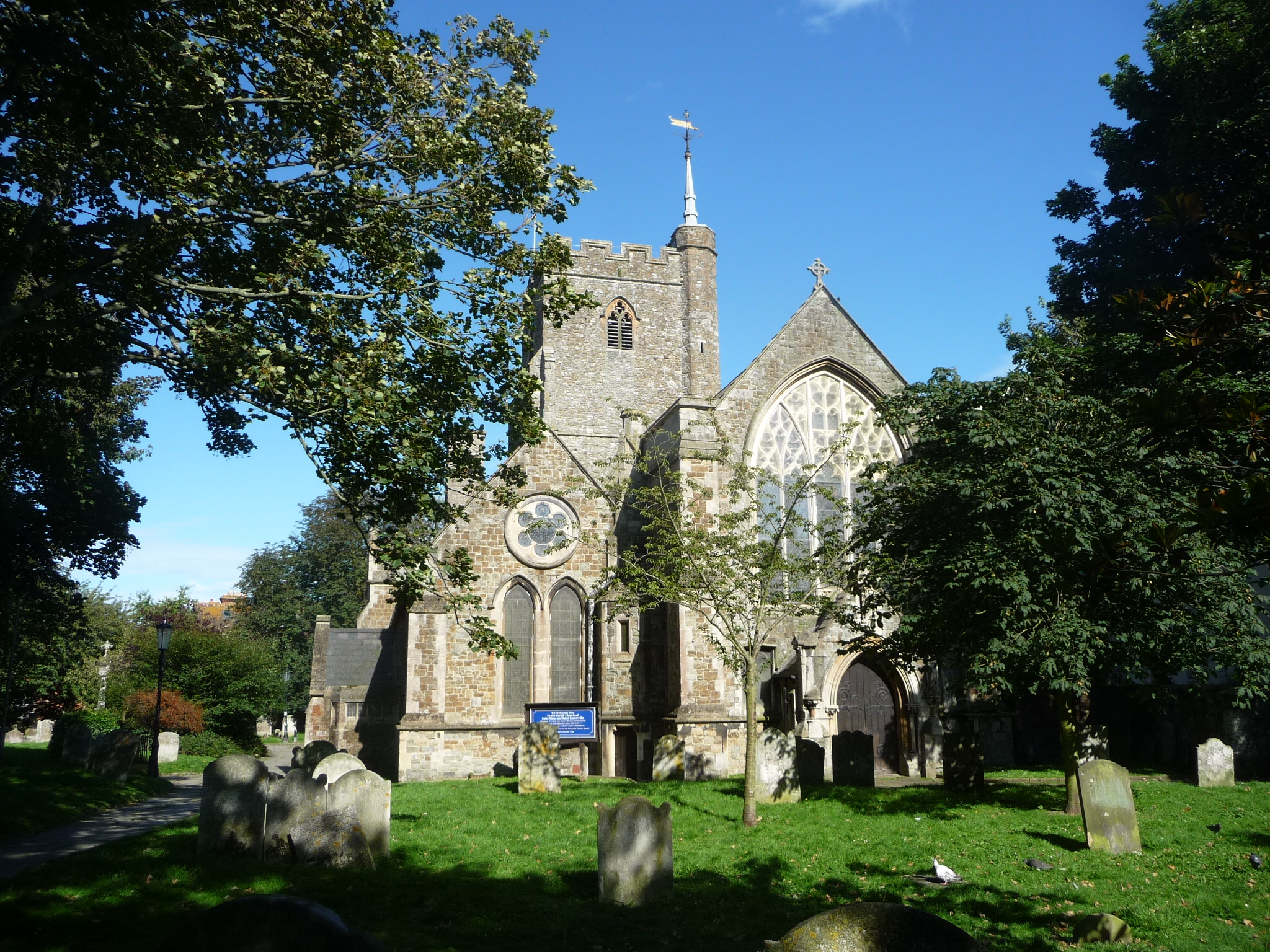
L'église Sainte-Marie-et-Sainte-Eanswythe de Folkestone.
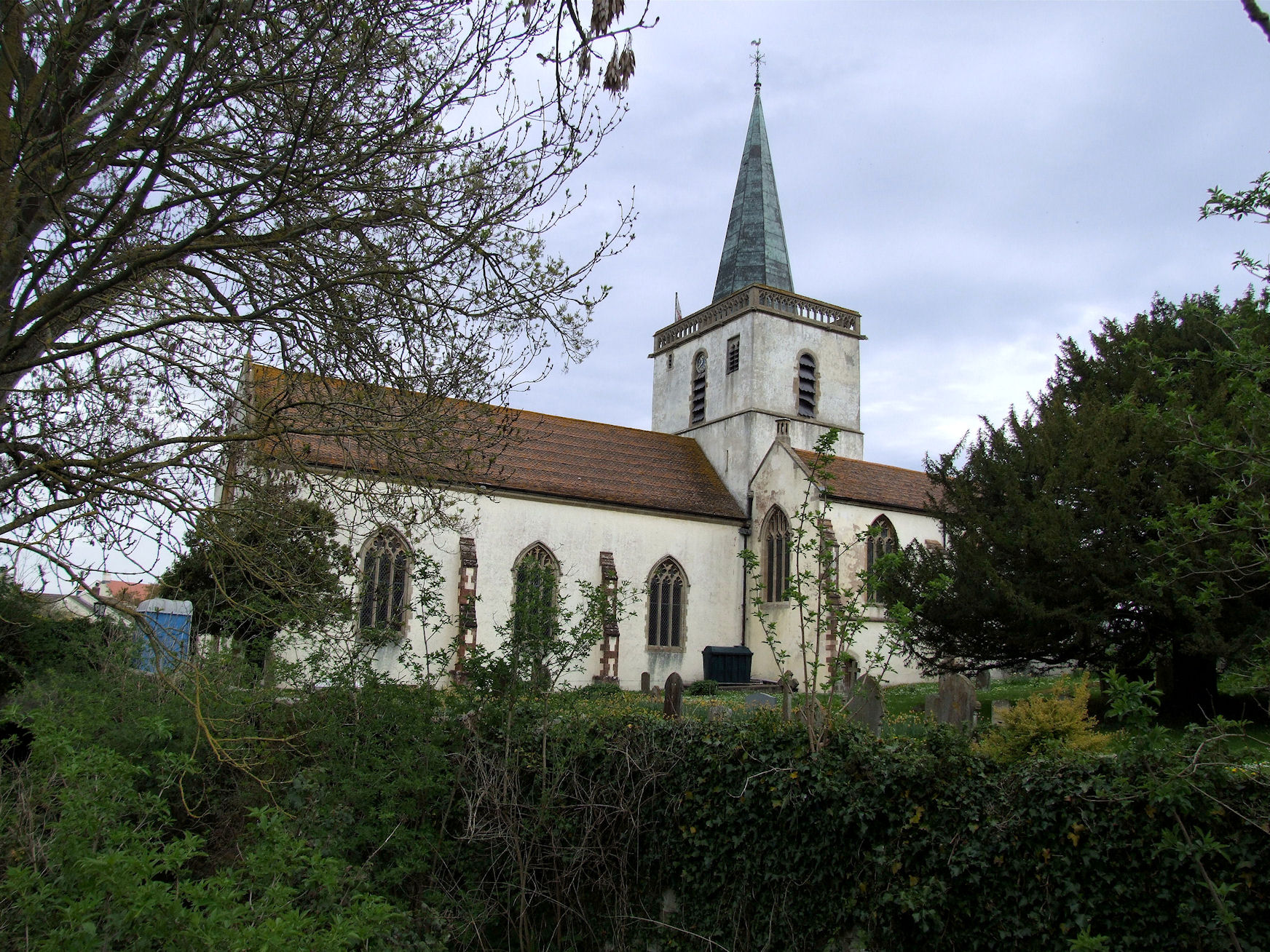
L'église du prieuré de Stogursey, Somerset.

### Les abbés
L'histoire de l'abbaye et la liste des abbés de Lonlay est difficile à établir en raison de la perte du cartulaire.

#### Les abbés réguliers
Les abbés réguliers sont au nombre de 26. Le premier est un moine de l'abbaye de Fleury, Guillaume, qui construit l'abbaye, puis Hugues qui signe en 1066 la charte de fondation de l'abbaye aux Dames de Caen et Garin. Vers 1050, Lonlay devient normande et le duc Guillaume le Conquérant fait élire un abbé normand et surtout Caennais, Renouf, en 1078 et son successeur, Lanfrey, au début du XIIe siècle. Suivent Jean Ier, Bermo, Geoffroy, Jean II, Guillaume II, Nicolas Ier qui renonce aux droits de l'abbaye sur les ermites du mont de Cerisy et permet la fondation de l'abbaye de Belle-Étoile, Gervais, Raoul II, Robert Ier, Philippe, Pierre Ier, Robert II, Pierre II, Guillaume III, Jean III, Pierre III, Jean IV, Pascal Huguenet. Nicolas II voit le monastère occupé et brûlé par les Anglais, les moines se soumettent aux Anglais et obtiennent confirmation de toutes leurs possessions et les cures et dîmes des paroisses dont les curés sont restés fidèles à leur prince. Thomas est le dernier des abbés élus.

#### Les abbés commendataires

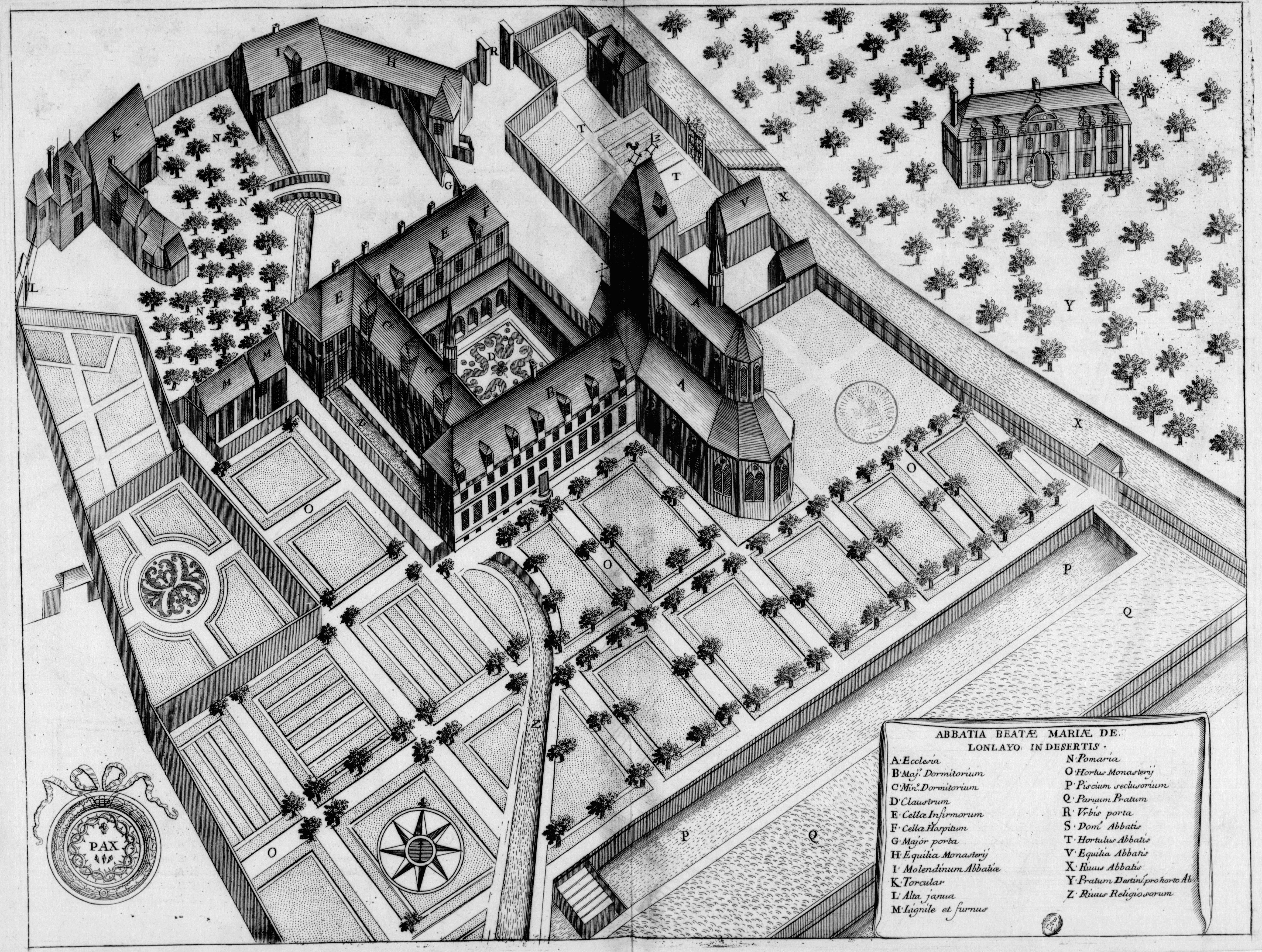
L'abbaye au XVIIe siècle.

En 1482 commence la série des abbés commendataires : Étienne Blouet de Carrouges (1482-1505) évêque de Lisieux, Jean Le Veneur son neveu, évêque de Lisieux, cardinal en 1533, année de l'incendie qui consume entièrement le monastère. Sous Louis de Bailleul (1543-1583), les bâtiments brûlent en 1574 et sont pillés par les Huguenots, Jean VI Surhomme, jacobin, docteur en théologie, Pierre IV Poule, Eustache de Conflans, Claude de Fiesque (1628-1655) voit le pays ravagé par une épidémie, les moines évacuent l'abbaye mais la maladie réapparaît en 1634 et entraine la mort de nombreux paroissiens, Jules Goth d'Albret permute en 1679 avec Louis Berryer, chanoine et archidiacre de Paris, abbé de l'abbaye Notre-Dame du Tronchet pour l'abbaye de Lonlay.
Le 2 octobre 1657, les religieux de la congrégation de Saint-Maur entre dans le monastère qui reçoit la Réforme. François Bodin, Jean VII Armand de Cotte et Louis II François de Cléry sont les derniers abbés commendataires. De 1785 à 1790 l'église et le monastère sont en mauvais état et sont réparés..

#### La Révolution
Le 13 février 1790, l'Assemblée constituante prononce l'abolition des vœux monastiques et la suppression des congrégations religieuses. Le 30 avril 1790, la municipalité dresse l'inventaire de tous les meubles qui garnissent le monastère et l'église. Il reste trois religieux. Le prieur devient curé constitutionnel de Tourouvre et le sous-prieur curé de Lalande dans l'Yonne.
Les bâtiments et les terres sont vendus à l'exception du logis abbatial et de son jardin. L'église est donnée à la commune et attribuée à la paroisse.

## Architecture
Sur le plan du XVIIe siècle, l'ensemble du monastère est complètement séparé du bourg et on y entre par la porte urbaine qui permet aux paroissiens d’accéder à l'église. Dans cette première enceinte, la porte principale s'ouvre sur l'hôtellerie et l'infirmerie. Les dortoirs, la salle capitulaire et le réfectoire entourent le cloître. Le logis abbatial est indépendant, à 200 mètres, sur la colline.
L'abbaye a connu quatre grandes périodes de constructions : XIe, XIIIe, XVe et XVIIe siècles.

### L'église

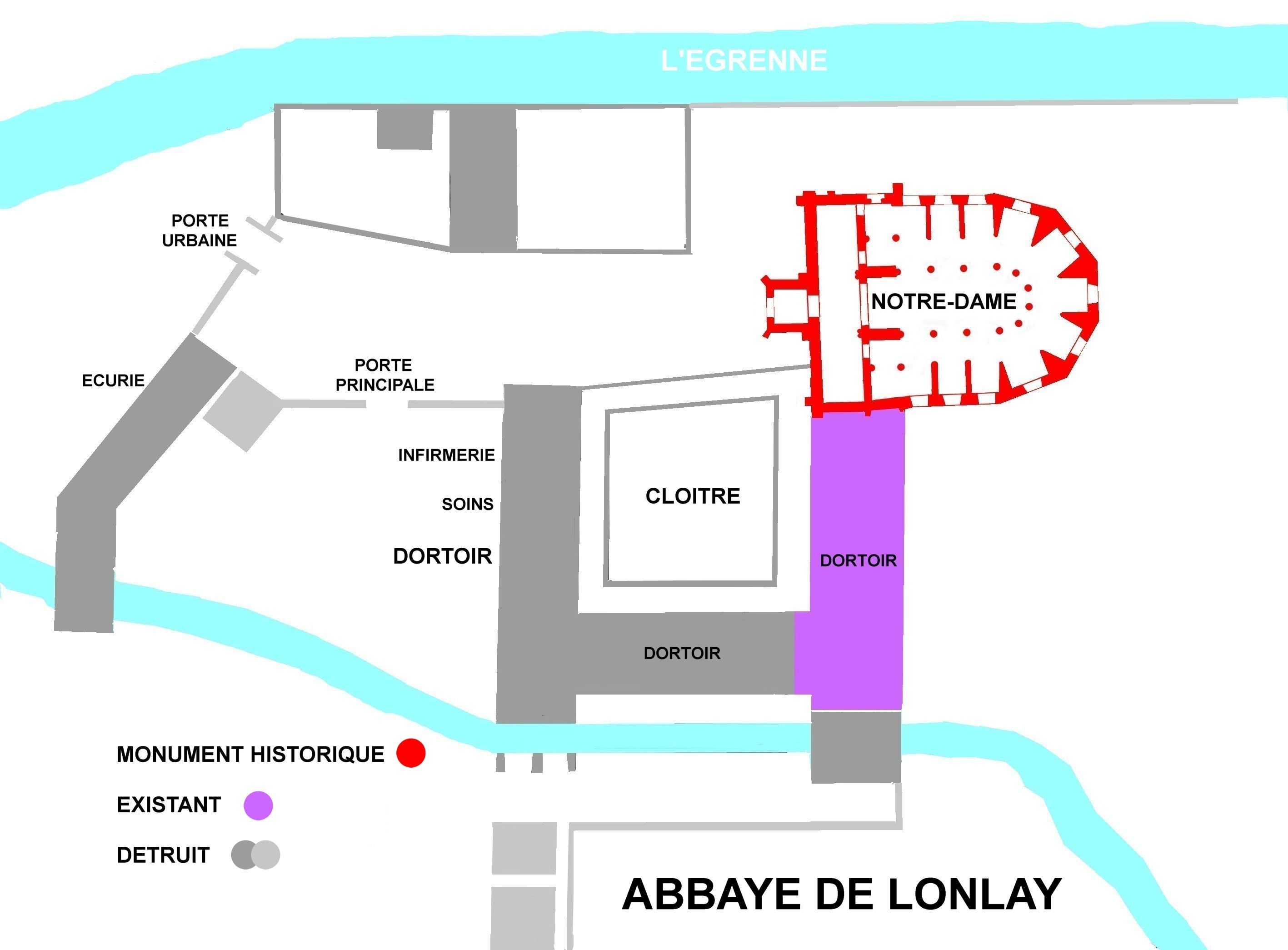
Plan de l'abbaye.

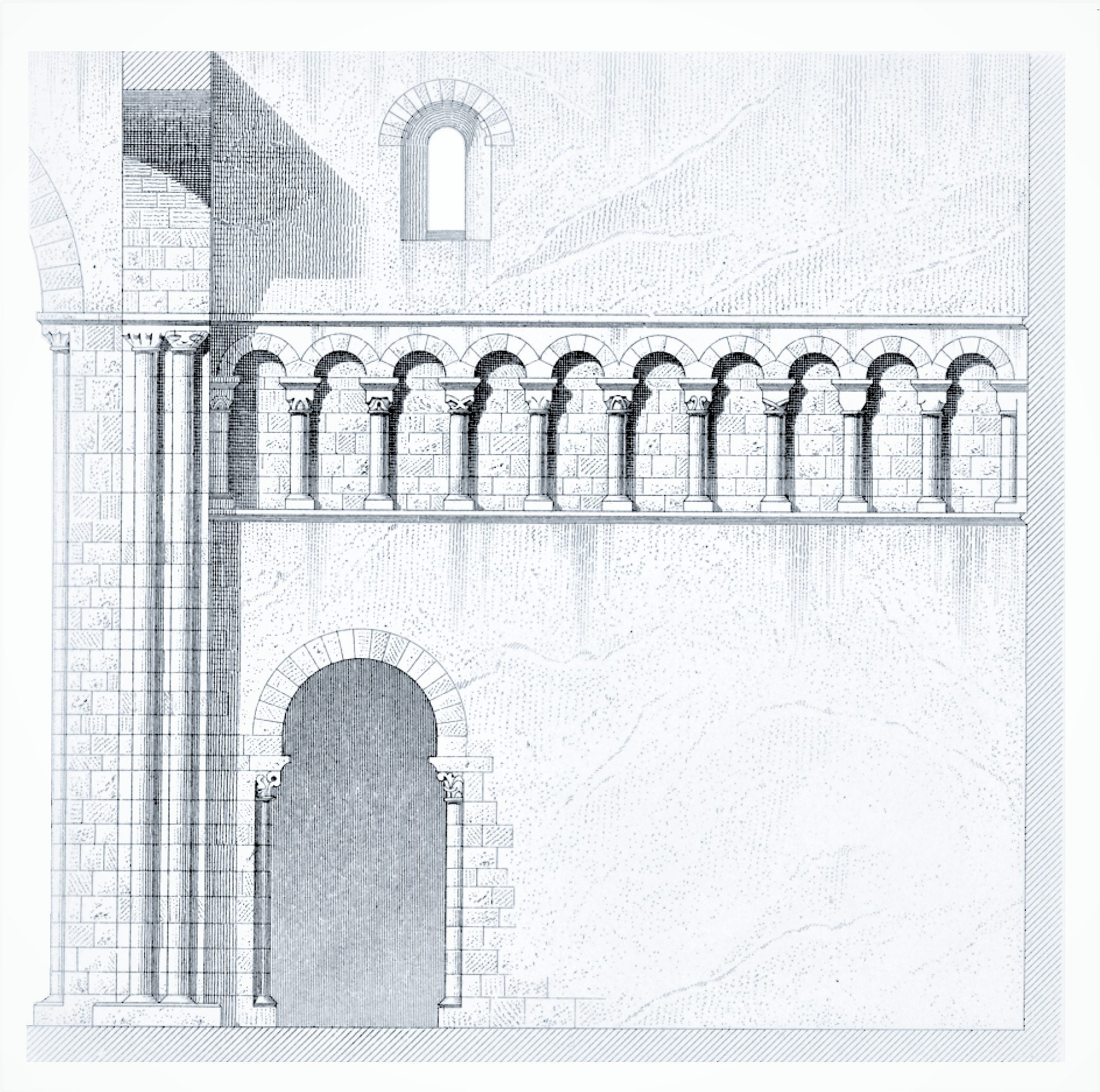
Arcades romanes du transept.

Pour la période la plus ancienne, des fouilles en 1953 mettent au jour sous le chœur actuel les traces d'une abside semi-circulaire et une autre abside ouverte au croisillon nord du transept. Puis lors de fouilles en 1965-1966, on découvre entre le chœur et le transept trois absides antérieures au XIIIe siècle : une abside de 2,50 m d'ouverture au niveau du premier pilier du chœur gothique, puis une deuxième un peu plus large et la troisième de même ouverture que le chœur actuel. Elle est renforcée à l'intérieur de deux contreforts et quatre à l'extérieur. Dans le bas-côté sud du chœur, une autre abside est dégagée et semble de la même campagne que la troisième abside. Ces découvertes permettent de retenir deux hypothèses : un état pré-roman puis l'abbatiale de 1020 dont le plan est bénédictin et le renouvellement de l'église sur le plan bénédictin vers 1100. L'autre hypothèse est que si on considère l'état primitif de 1020, il y a eu une reconstruction entre cette église et celle de 1100.
L'église primitive a un chœur comprenant une abside centrale assez profonde avec de chaque côté une absidiole plus petite qui donne directement sur le transept. À la fin du XIe siècle ou au début du XIIe siècle, l'église donnée à l'abbaye de Saint-Benoît-sur-Loire est agrandie vers l'est et l'ouest, le chœur se développe, l'abside centrale s'étend vers l'est et les deux absidioles sont considérablement agrandies pour atteindre pratiquement l'alignement de l'abside centrale. De cette église il reste encore le transept. Au milieu du XIIIe siècle, le chœur est considérablement agrandi et l'église remise en état après l'incendie de 1418. On ne voit pas dans cet édifice l'influence de Saint-Benoît.
L'église actuelle se divise en deux parties qui correspondent à deux époques bien distinctes. Un chœur spacieux, jadis destiné aux moines et qu'entourent des chapelles rayonnantes, vient s'appuyer sur un portail composé des deux bras de l'église primitive. Le plan de l'église en fer à cheval avait une portion du chœur séparé par une grille, cela suffisait aux fidèles peu nombreux qui suivaient les offices de l'abbaye. Les chapiteaux romans sont de deux sortes, ceux en granite, assez rudimentaires et les autres en calcaire blanc. Certaines de ces douze colonnes qui entourent le chœur ont des chapiteaux ornés de feuilles ou de têtes de monstres, de personnages conduisant des béliers, une femme foulant un homme à terre, un cavalier armé, des oiseaux s'affrontant. Les colonnes sont unies par des arcades ogivales. Les bas-côtés sont garnis de neuf chapelles rayonnantes. Cette partie de l'église remonte à la fin du XVIe siècle. Le portail offre quelques rangs de maçonnerie à feuilles de fougères et deux ou trois ouvertures romanes. À l'intérieur se trouve un rang de fausses arcades et quelques chapiteaux à têtes de monstres et figures grimaçantes.
À partir de 1837, des campagnes de restaurations ont été lancées à l'initiative du maire.
La chapelle abbatiale de l'abbaye est aujourd'hui l'église paroissiale, et remplace l'ancienne église Saint-Sauveur, située à proximité et démolie en 1807.

### Les objets classés
Les stalles en bois sculpté datent du XVIIe siècle. L'abbaye était sous le patronage de la Vierge et comporte des bas-reliefs du XVIIe siècle en pierre représentant les épisodes de sa vie : la consécration, le mariage et l'annonciation. Un autre bas-relief représente la mort de saint Benoît.

L'abbaye de Lonlay
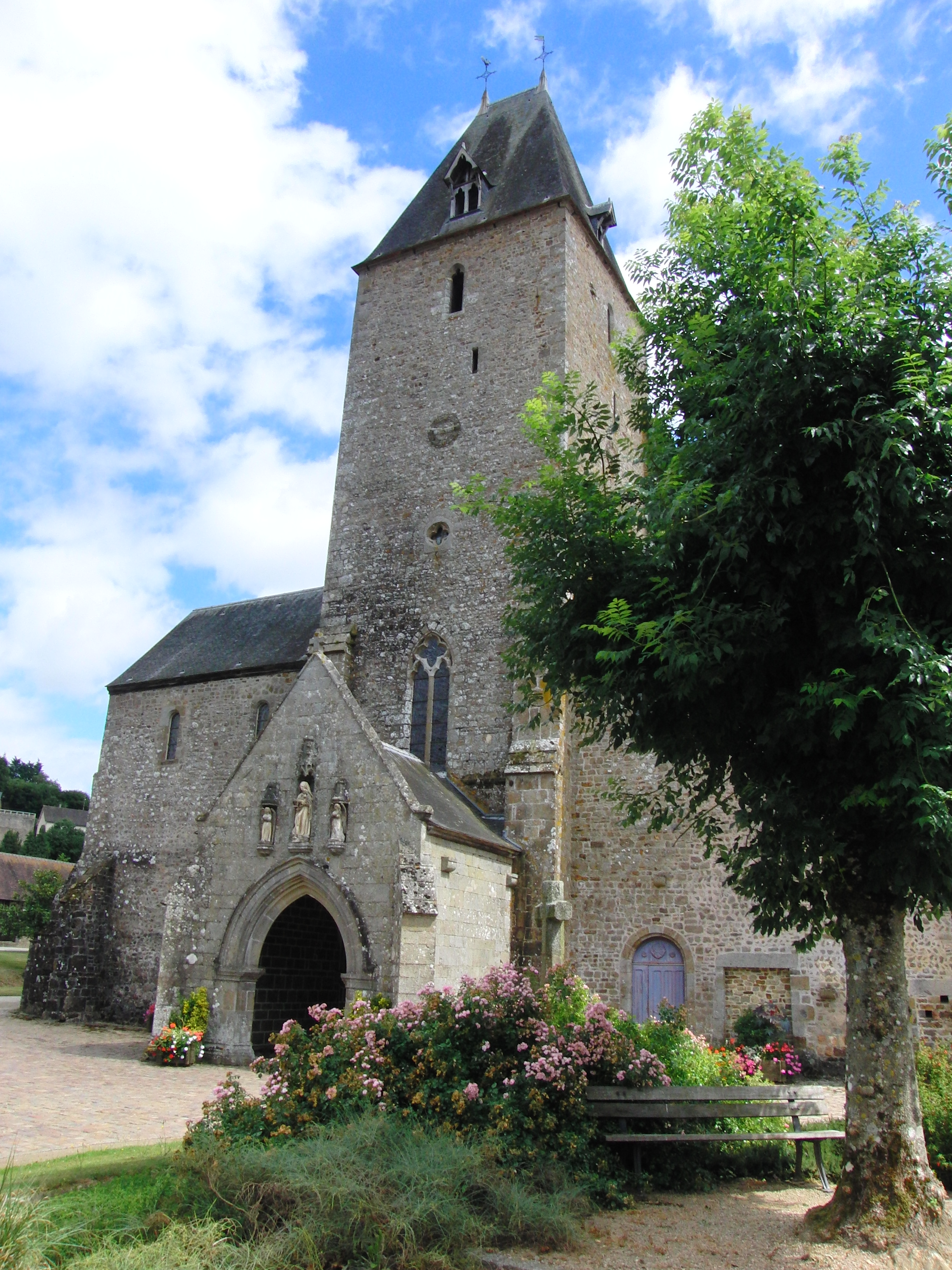
Le narthex de la façade ouest.
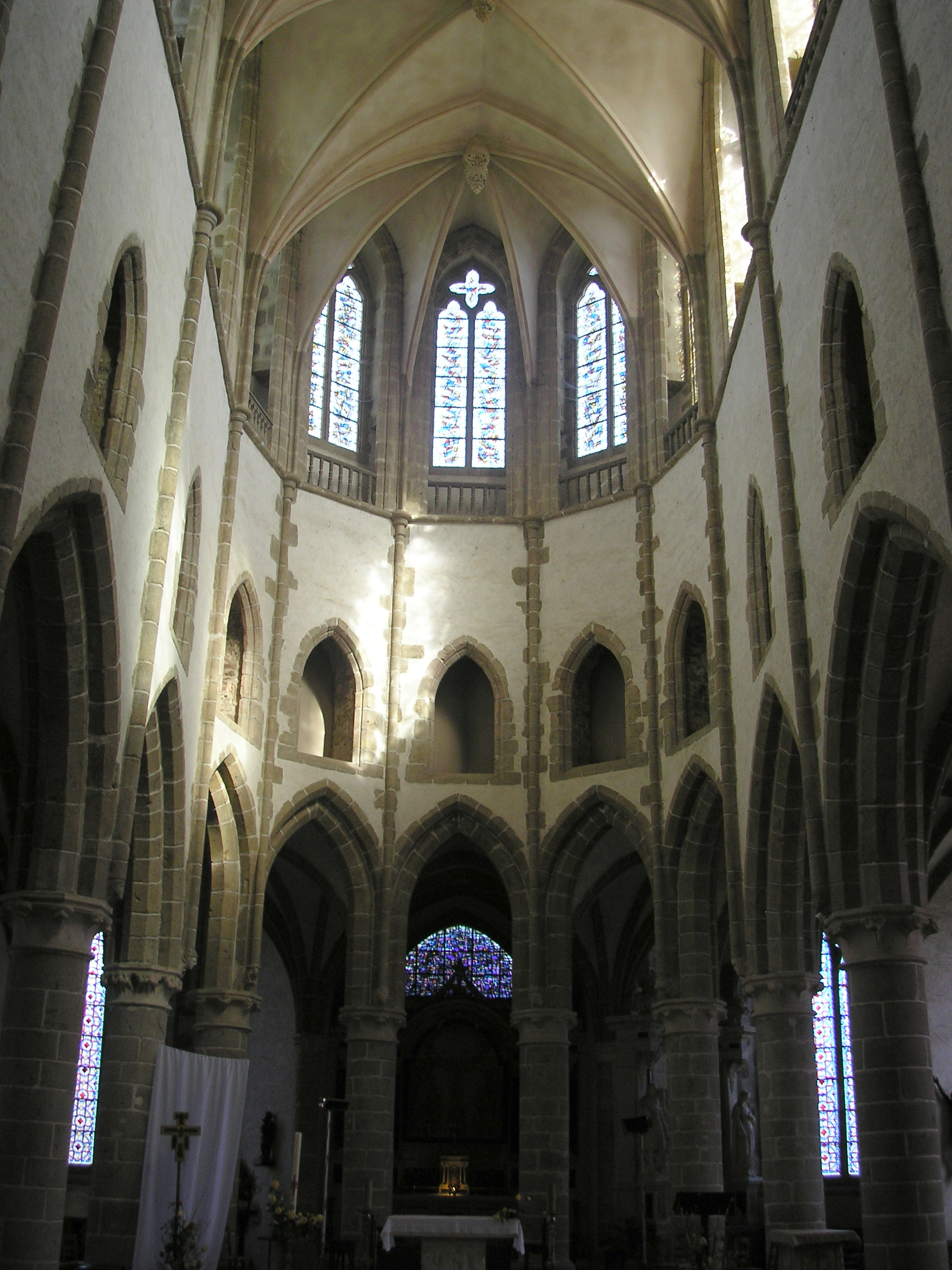
Le chœur.
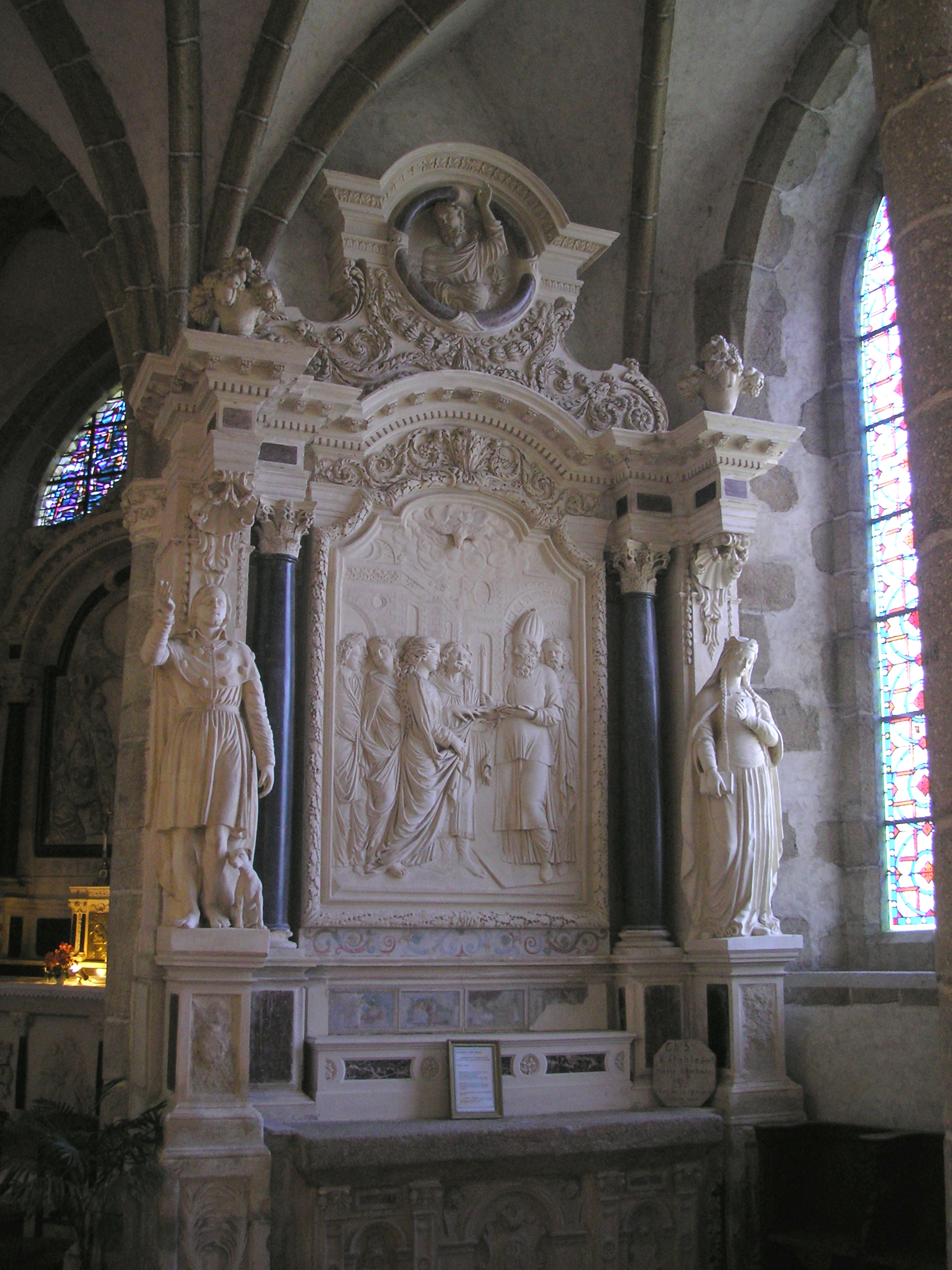
Le mariage de la Vierge.

## Héraldique

Blason de Lonlay-l'Abbaye.

Les armes de l'abbaye se blasonnent : « De sable à un loup d'argent »